# Opsiphanes euchlaena
Opsiphanes euchlaena är en fjärilsart som beskrevs av Hans Fruhstorfer 1917. Opsiphanes euchlaena ingår i släktet Opsiphanes och familjen praktfjärilar. Inga underarter finns listade i Catalogue of Life.